# Pachomius peckhamorum
Pachomius peckhamorum là một loài nhện trong họ Salticidae.
Loài này thuộc chi Pachomius. Pachomius peckhamorum được María Elena Galiano miêu tả năm 1994.